# Lalsk
Lalsk (russisch Лальск) ist eine russische Siedlung städtischen Typs im Rajon Lusa der Oblast Kirow. Sie hat 3705 Einwohner (Stand 14. Oktober 2010).

## Geografie
Lalsk liegt im äußersten Nordwesten der Oblast Kirow, 528 km nordwestlich von deren Hauptstadt Kirow und 27 km westlich des Rajonszentrums Lusa, unmittelbar nördlich der Mündung des Flusses Lala in die Lusa.

## Geschichte
Im Jahre 1570 gründeten Siedler aus Nowgorod, die vor dem Pogrom unter Iwan IV. geflohen waren, am Ufer der Lala einen Pogost (genannt Nikolski pogost). Durch ihre günstige Lage am Schnittpunkt mehrerer wichtiger Fernstraßen entwickelte sich die bald in Lalski Possad umbenannte Siedlung im 17. und 18. Jahrhundert zu einem bedeutenden Handelszentrum und wurde im Jahre 1780 unter ihrem heutigen Namen Verwaltungssitz eines eigenen Ujesds Lalsk innerhalb der Oblast Ustjug (Statthalterschaft Wologda), der allerdings nur bis 1796 Bestand hatte und dann in den neuen Ujesd Ustjug eingegliedert wurde. Am Ende des 18. Jahrhunderts, als die lebenswichtigen Handelsrouten sich weiter nach Süden verlagerten, begann der Niedergang der Stadt, der 1898 durch den Bau der Eisenbahnlinie Kotlas–Wjatka besiegelt wurde, da sie nicht über Lalsk, sondern über das weiter westlich gelegene Lusa trassiert wurde. Nach der Oktoberrevolution verlor der Ort die Stadtrechte und wurde 1927 zur Siedlung städtischen Typs erhoben.
| Jahr | Einwohner |
| ---- | --------- |
| 1864 | 574       |
| 1892 | 866       |
| 1897 | 1124      |
| 1939 | 4519      |
| 1959 | 6511      |
| 1970 | 6784      |
| 1979 | 6034      |
| 1989 | 5471      |
| 2002 | 4551      |
| 2010 | 3705      |

Anmerkung: ab 1897 Volkszählungsdaten

## Sehenswürdigkeiten

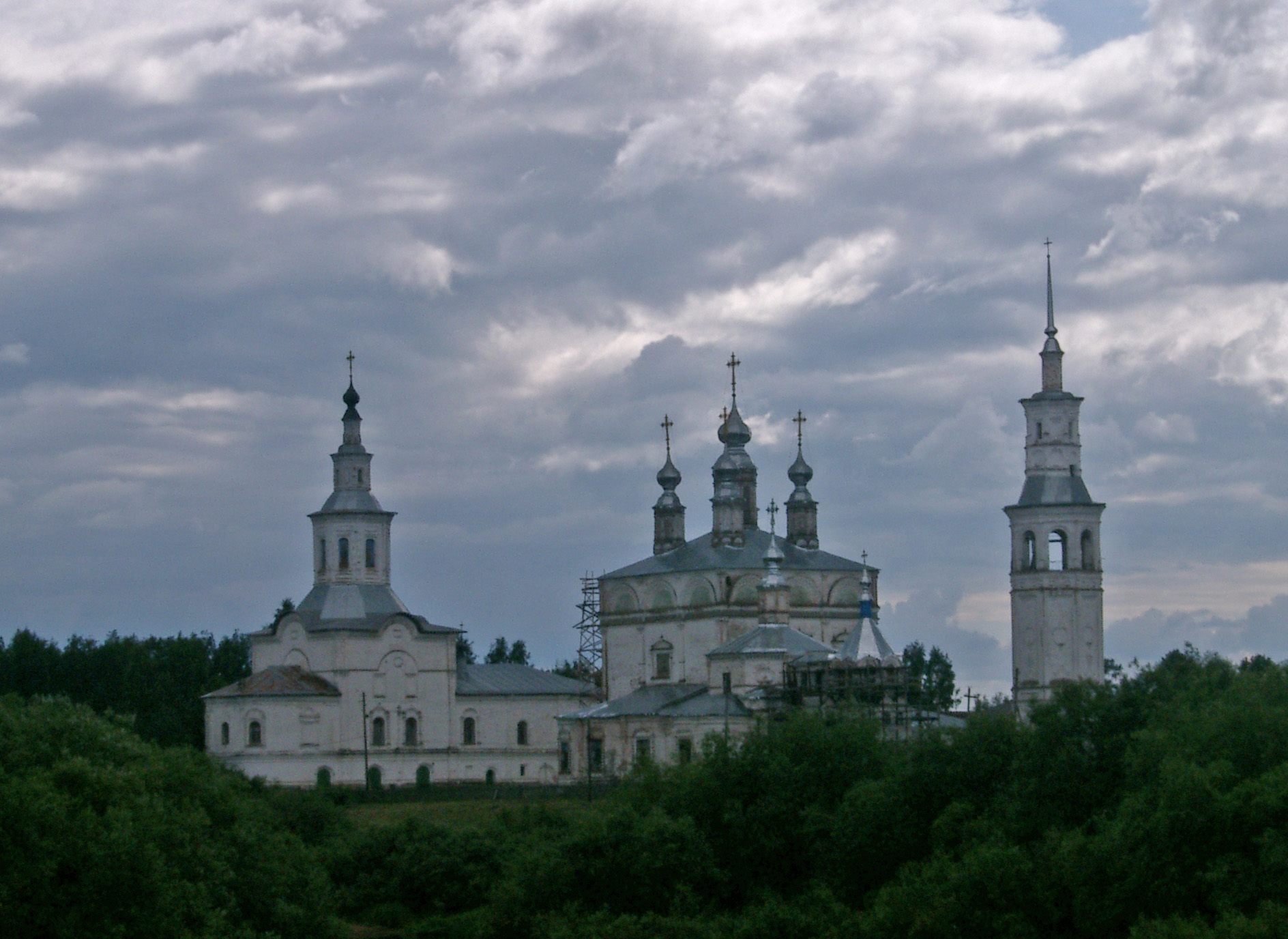
Kirchen in Lalsk

Durch den frühen wirtschaftlichen Niedergang haben sich in Lalsk eine Reihe bedeutender Baudenkmale des 17. und 18. Jahrhunderts erhalten, die von der einstigen Blüte Zeugnis ablegen. Auf einer Anhöhe über dem Ort erhebt sich die städtische Hauptkirche zu Christi Auferstehung (Собор Воскресения Христова), die zusammen mit der Kirche zu Mariä Verkündigung (Церковь Благовещения Пресвятой Богородицы) und dem hohen Glockenturm ein geschlossenes Ensemble bildet. Stilistisch stehen die Kirchen zeitgenössischen Sakralbauten in Weliki Ustjug nahe.

### Kirche zu Christi Auferstehung
Die von 1698 bis 1717 anstelle eines hölzernen, dem Hl. Nikolaus geweihten Vorgängerbaus errichtete Sommerkirche, ist eine traditionelle Kreuzkuppelanlage des Fünfkuppeltypus mit drei Ostapsiden. Dem an zwei Seiten umlaufenden Narthex ist im Norden eine bauzeitliche Seitenkapelle angegliedert, die durch einen Verbindungsgang im Obergeschoss mit einer weiteren, im 19. Jahrhundert hinzugefügten Kapelle mit oktogonalem Zeltdach verbunden ist. Während die äußere Gliederung des Baus mit ornamentierten Fenstereinfassungen aus Kalkstein, eingesetzten reliefierten und farbig gefassten Tonfliesen, kräftig profilierten Gesimsen und Sakomaren gut bewahrt ist, blieb von der historischen Ausstattung aufgrund der Zweckentfremdung in der Sowjetära nichts erhalten.

### Kirche zu Mariä Verkündigung
Südlich der Auferstehungskirche befindet sich die beheizbare, zweigeschossige Winterkirche, die zwischen 1732 und 1762 erbaut wurde. Ihr überhöhter Naos wird durch einen hoch aufragenden, achteckigen Kuppeltambour mit Helm, doppelter Laterne und abschließender Zwiebelhaube in seiner vertikalen Erstreckung noch betont. Im Osten schließt sich die dreiteilige Apsis, im Westen ein niedriges Refektorium mit Vorhalle an. Das Innere verfügt noch über die historische Ausstattung.

### Glockenturm
Als jüngster Großbau des Ensembles wurde 1746 der Glockenturm errichtet, der durch seinen üppigen Kalksteindekor besticht. Er besteht aus einem niedrigen quadratischen Sockel, über dem drei weitere oktogonale Geschosse aufragen. Die abschließende Turmhaube bekrönt eine reich gegliederte, zweiteilige Laterne mit Nadelspitze.

### Weitere Sakralbauten
Auf dem Friedhof der Siedlung mit Tor und Einfriedung befindet sich die gut erhaltene, 1796 geweihte Kirche zu Mariä Entschlafen (Церковь Успения Пресвятой Богородицы). Sowohl die Kirche zu Christi Verklärung (Церковь Спаса Преображения) von 1730 als auch die 1712 von einem örtlichen Kaufmann gestiftete Kirche zur Erscheinung des Herrn (Церковь Богоявления Господня) mit Hospital stehen zwar unter Denkmalschutz, sind jedoch durch Vernachlässigung und entstellende Umbauten in ihrer historischen Substanz stark beeinträchtigt.

### Profanbauten
Von der 1829 durch den einheimischen Kaufmann Stepan Sumkin gegründeten Papierfabrik sind noch das Haus des Fabrikdirektors Prjanischnikow (дом Прянишникова, um 1880, heute Heimatmuseum), das Fertigungsgebäude, das so genannte Chinesische Häuschen (Китайский домик) und das Haus des Fabrikbesitzers Schestakow (дом Шестакова) erhalten, der im Ort noch ein weiteres, palastartiges Stadthaus (городская усадьба Шестакова) besaß. Das Gebäude der Handelsreihen (Торговые ряды) stammt ebenfalls aus dem 19. Jahrhundert. Das 1781 erbaute Peschkow-Haus (дом Пешкова) zählt zu den ältesten erhaltenen Wohngebäuden in Lalsk.